# Hattori Hanzō
En aquest nom japonès, el cognom és Hattori.
Hattori Hanzō (服部 半蔵, ~1542 – 4 de novembre de 1596), també conegut com a Hattori Masanari (服部 正成), va ser un famós samurai i ninja del Període Sengoku, al qual s'atribueix haver salvat la vida d'en Tokugawa Ieyasu i ajudar-lo després a convertir-se en el governant del Japó unit. Avui en dia, és objecte de freqüents representacions en la cultura popular.

## Biografia
Era fill de Hattori Yasunaga, un samurai menor al servei del clan Matsudaira (i posteriorment del clan Tokugawa). Amb el temps va adquirir el sobrenom de Oni no Hanzō (鬼の半蔵, Dimoni Hanzō) degut a les pràctiques temeràries que executava en les seves actuacions; aquest sobrenom també el distingia d'en Watanabe Hanzo (Watanabe Moritsuna), al qual anomenaven Yari no Hanzō (槍の半蔵, Llança Hanzō).
Tot i que en Hanzō va néixer i créixer a la Província de Mikawa, molt sovint retornava a la Província d'Iga, d'on era originària la família Hattori. Va lluitar la seva primera batalla als 16 anys (un atac nocturn al Castell Edo). Va fer també un reeixit rescat d'ostatges de les filles de la família Tokugawa en el setge del Castell Kaminogō el 1562, i va participar en el setge del Castell Kakegawa el 1569. Va servir amb distinció a les batalles d'Anegawa (1570) i Mikatagahara (1572).
Durant les Guerres Tenshō Iga, va planificar una brillant defensa de la terra natal dels ninges a la Província d'Iga, el 1579, contra n'Oda Nobukatsu, el segon fill de n'Oda Nobunaga. En la Segona Guerra Tenshō Iga, va lluitar valentment (però infructuosa) per a prevenir que la província fos eliminada sota el comandament de Nobunaga en persona, el 1581.
La seva contribució més valuosa va arribar el 1582, després de la mort de n'Oda Nobunaga, quan va escortar el futur shogun Tokugawa Ieyasu a través del territori d'Iga amb l'ajuda dels remanents dels clans ninges d'Iga locals junt amb els (fins aleshores rivals) ninges de Koga. Segons algunes fonts, en Hanzō també va ajudar a rescatar la família d'en Ieyasu (capturada per clans rivals).
En Hanzō era conegut com a expert en tàctica militar i mestre en la lluita amb llança. Fonts històriques afirmen que va viure els darrers anys de la seva vida com a monjo sota el nom de "Sainen" i va construir el temple Sainenji, el qual va ser batejat amb el seu nom (aquest temple va ser construït per a commemorar el fill gran d'en Tokugawa Ieyasu, Nobuyasu). En Nobuyasu va ser acusat de traïció i conspiració per n'Oda Nobunaga, i se li va ordenar cometre seppuku èl seu pare, Ieyasu. En Hanzo va ser cridat a actuar com a oficial per a acabar amb el patiment d'en Nobuyasu, arribat el moment. Però va refusar de tacar la seva espasa amb la sang del seu senyor.
 En Ieyasu va valorar la seva lleialtat després de sentir les seves paraules i va dir: "Fins i tot un dimoni pot vessar llàgrimes."
Les històries sobre les seves proeses molt sovint li atribueixen diverses habilitats sobrenaturals, com ara poder desaparèixer i reaparèixer on vulgués, la telequinesi i la precognició, i aquestes atribucions van contribuir a fer que la seva figura persistís en la cultura popular. En Hattori Hanzō va morir a l'edat de 55 anys.

## Llegat

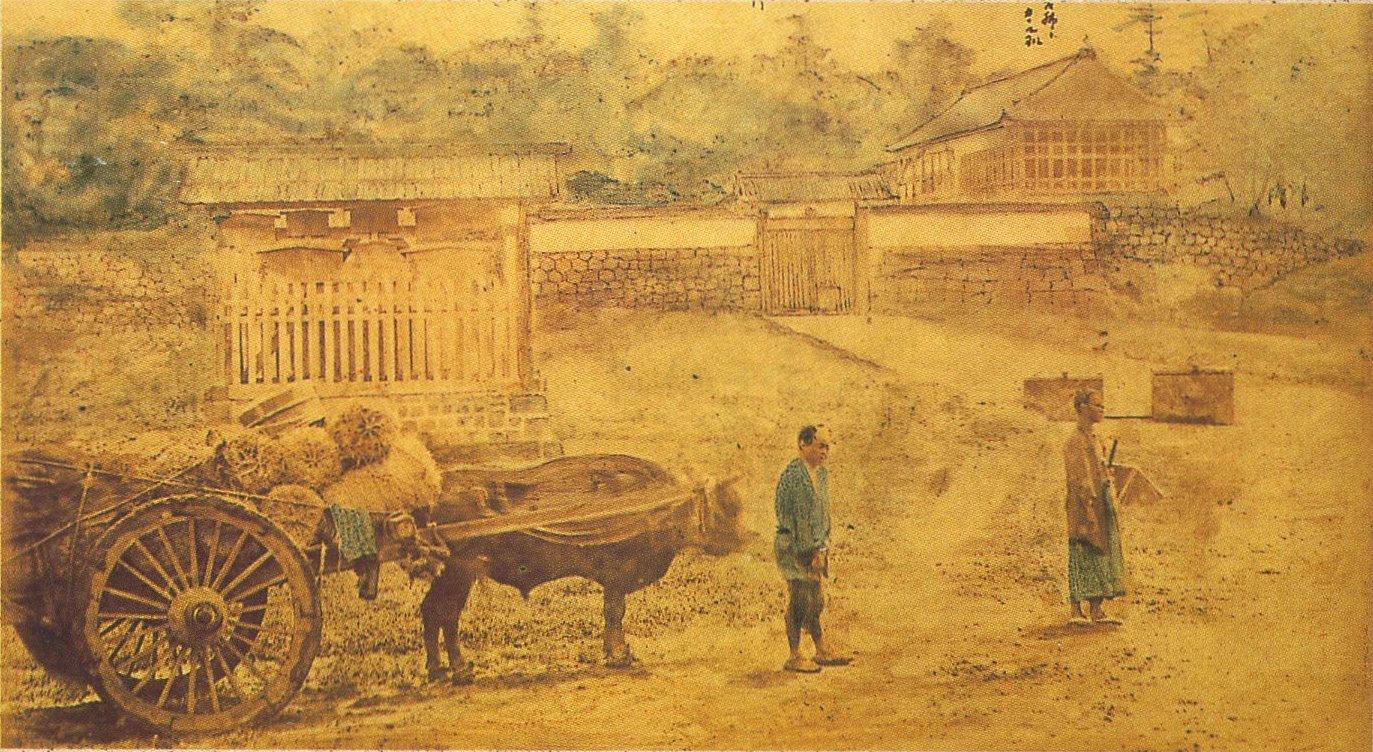
La porta Hanzōmon del Castell Edo durant el Període Meiji (1868-1912)

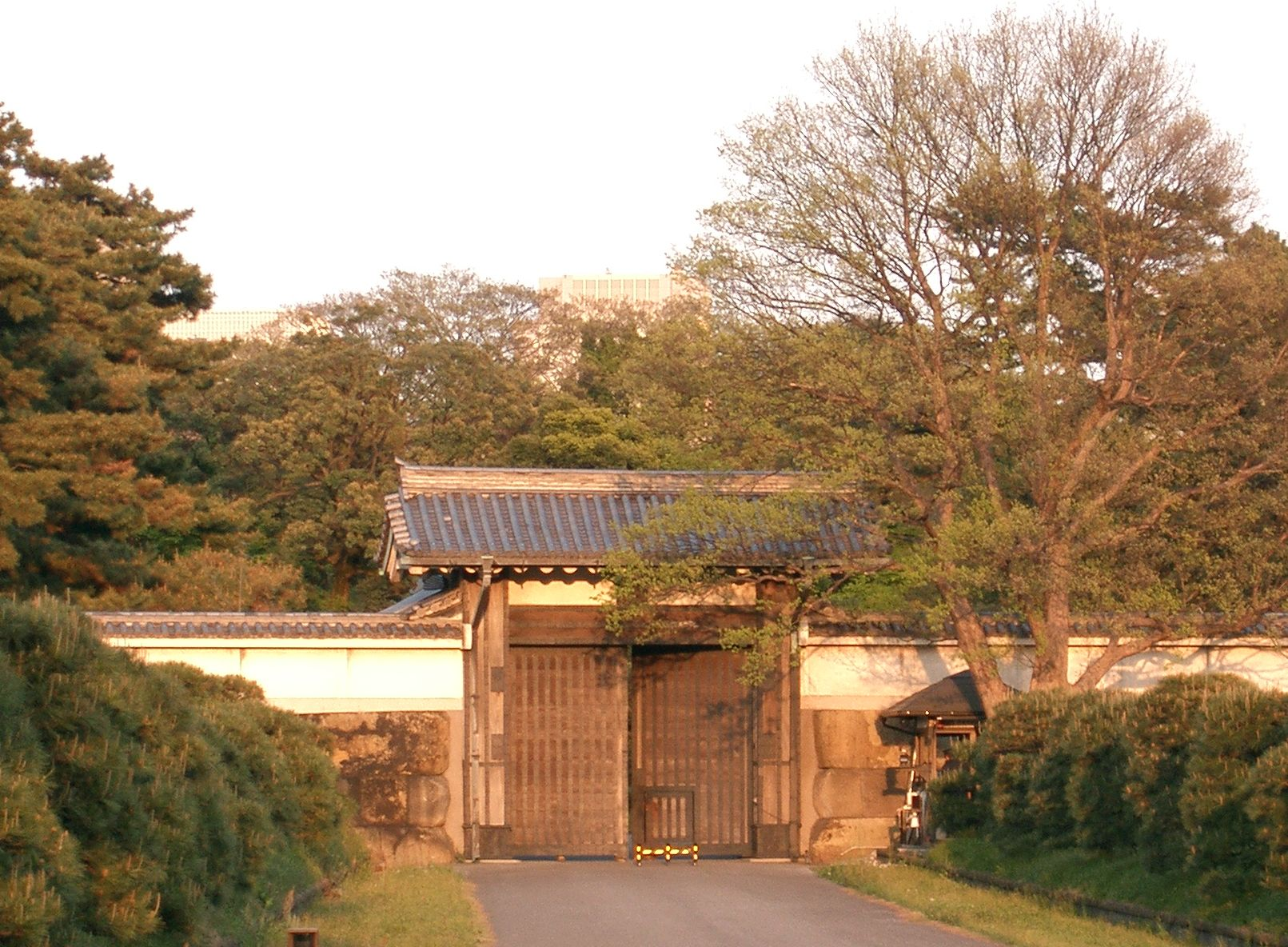
Porta Hanzōmon del Palau Imperial de Tòquio el 2007

Després de la seva mort el 4 de novembre de 1596, en Hattori Hanzō va ser succeït pel seu fill, el nom del qual també era Masanari, tot i que s'escrivia amb un kanji diferent. Li va ser atorgat el títol de Iwami no Kami i els seus homes d'Iga van actuar com a guardians del Castell Edo, els quarters generals del Japó unificat. Després d'en Hattori, hi va haver com a mínim tres persones més anomenades Hattori Hanzō que van liderar el seu clan en un moment o en un altre (fins i tot un que el va precedir). L'artista de manga Osamu Tezuka és descendent seu.
Avui dia encara perduren objectes vinculats al llegat d'en Hanzō. El Palau Imperial de Tòquio (anteriorment palau del shogun) encara té una porta anomenada Porta d'en Hanzō (Hanzōmon), i amb el nom d'aquesta porta existeix la línia de metro Línia Hanzōmon, que discorre des de l'estació Hanzōmon (situada on antigament es trobava la casa de n'Hattori Hanzō), al centre de Tòquio fins als suburbis del sud-oest. El barri que queda a la banda exterior de la Porta d'en Hanzō és conegut com a Wakaba, però fins al 1943 s'anomenava Iga-cho (literalment Poble d'Iga). La sepultura d'en Hanzō es troba al cementiri del temple Sainen-ji, a Yotsuya (barri de Tòquio). El temple també guarda la seva llança preferida i el seu helm de guerra ceremonil. La llança, originalment de tres metres i mig de llargada (un regal d'en Ieyasu), va ser donada al temple per en Hanzō en persona com a ofrena votiva, però va ser danyada durant el bombardeig de Tòquio el 1945.

## En la cultura popular
Com a figura històrica famosa dins d'un dels principals períodes de la cultura samurai del Japó, en Hattori Hanzō té una significant ressonància cultural entre els admiradors de la mencionada cultura, tant dins del Japó com fora. Dins de la cultura popular moderna se'l caracteritza majoritàriament com a membre del clan dels ninges d'Iga.
Com a personatge, en Hattori Hanzō apareix llargament en pel·lícules, novel·les i còmics manga. Entre ells destaquen els que tracten de la vida d'en Tokugawa Ieyasu. L'actor Sonny Chiba l'interpretava a les sèries Hattori Hanzô: Kage no Gundan (Shadow Warriors), on ell i els seus descendents són els personatges principals. La seva vida i els seus anys al servei d'en Tokugawa Ieyasu són novel·lats a la sèrie manga Path of the Assassin i el jove Hanzō és el personatge principal al manga Tenka Musō. La novel·la The Kouga Ninja Scrolls i les seves adaptacions (els mangas i sèries anime Basilisk i la pel·lícula Shinobi: Heart Under Blade) exposen la vida dels 4 Hattori Hanzō servint com a líders ninja sota les ordres d'en Tokugawa Ieyasu. Hanzō també apareix a:
- la novel·la Fukurō no Shiro ("El Castell de l'Òliba"), posteriorment passada a la pantalla en dues pel·lícules (incloent Owls' Castle).
- en el manga i sèrie anime Gin Tama (en forma de personatge/paròdia anomenat Hattori Zenzo).
- al manga Naruto, el personatge anomenat Hanzō era el líder d'Amegakure, un poble ninja secret.
- al manga Samurai Deeper Kyo, la trama exposa com en Hattori Hanzō és en veritat en Tokugawa Ieyasu disfressat.
- el manga Tail of the Moon.
- la pel·lícula Goemon.
- dins del programa de televisió Deadliest Warrior, en el capítol "Espartà contra ninja".

En el món dels videojocs, en Hattori Hanzō apareix de forma recurrent com a personatge a:
- la sèrie de videojocs Samurai Shodown, en la que apareix a tots i cada un dels jocs de la sèrie, així com al film anime
- com a personatge convidat a les sèries KOF.[21]
- World Heroes, una altra sèrie de videojocs de la consola SNK, on en Hanzō és un dels personatges principals, junt amb el seu rival Fūma Kotarō.
- la nissaga Samurai Warriors, on se'l caracteritza com un ninja de grans habilitats i molt lleial a en Tokugawa Ieyasu (pel que se li atribueixen les morts dels rivals del seu senyor i una rivalitat forta amb en Fūma Kotarō.
- Taikou Risshiden V, com a personatge principal.
- Kessen III.
- Civilization IV: Beyond the Sword, sent un dels grans espies.
- Shall We Date?: Ninja Love.[22]
- Pokémon Conquest.
- la nissaga Sengoku Basara: Samurai Heroes.
- la nissaga Suikoden.
- l'edició limitada de Total War: Shogun 2, on és el cap del Clan Hattori, una de les faccions que lluita pel domini total del Japó.

En darrer terme, hi ha adaptacions més lliures de la figura d'en Hanzō, com ara:
- versió femenina d'ell mateix en les sèries anime Hyakka Ryōran i Sengoku Otome: Momoiro Paradox, i al videojoc Yatagarasu.[23]
- el personatge Kanzo Hattori dins de la franquícia Ninja Hattori-kun.
- a la novela "A Certain Magical Index" hi ha un personatge anomenat Hanzo Hattori que sembla vagament algú d'un clan ninja.
- a les pel·lícules Kill Bill, el personatge Hattori Hanzō interpretat per Sonny Chiba, és un mestre ferrer d'espases al qual se li encomana crear una katana especial per a la protagonista del film.
- a l'episodi "The Duelist and the Drifter" de la sèrie de televisióThundercats, l'espasa d'Hittanzo és un tribut a en Hanzō.
- diferents descendents d'en Hanzō, com en "Hanpen" Hattori a la sèrie de televisió Android Kikaider, Saizo Hattori i Takumi Hattori a la nissaga de videojocs Power Instinct, Naoko Hattori al videojoc Sokko Seitokai: Sonic Council, els dolents a la pel·lícula The Machine Girl i n'Okatsu als videojocs Kessen i Kessen III.